# Rosfinmonitoring
Rosfinmonitoring (ros. Федеральная служба по финансовому мониторингу (Росфинмониторинг)) – rosyjski federalny organ wykonawczy utworzony w 2001 roku dekretem prezydenta Federacji Rosyjskiej, odpowiedzialny za przeciwdziałanie praniu pieniędzy i finansowaniu terroryzmu.
Decyzją z 18 grudnia 2023 roku Rada Unii Europejskiej nałożyła na organ sankcje za wspieranie rządu Federacji Rosyjskiej, odpowiedzialnego za aneksję Krymu i destabilizację Ukrainy.